# Universidad Paul Sabatier
La Universidad Paul Sabatier (en francés: Université Toulouse III Paul Sabatier, también llamada UPS o Toulouse 3) es una universidad francesa localizada en Toulouse.
A nivel de investigación, colabora en particular con el CEMES.
El presidente de la universidad es el profesor Odile Rauzy.

## Facultades
- Ingeniería
- Informática (en asociación con la École nationale de l'aviation civile[5])
- Matemáticas
- Física
- Biología
- Medicina
- Tierra, Medio Ambiente, Biodiversidad

## Famosos graduados
- César Bertucci, astrónomo argentino
- Pierre Cohen, político francés
- Jordi Ramisa Martínez, arquitecto español
- Petre Roman, ingeniero eléctrico y político rumano

## Famoso profesor
- Ernesto Carmona Guzmán, químico español